# Bờ Biển Ngà tại Thế vận hội
Bờ Biển Ngà (cũng được biết tới là Côte d'Ivoire) đã liên tục gửi các vận động viên (VĐV) tới các kỳ Thế vận hội Mùa hè kể từ năm 1964, trừ đại hội năm 1980. Quốc gia này lần đầu tiên đạt thành tích tại Olympic với tấm huy chương bạc nội dung chạy 400 mét (nam) ở Thế vận hội Mùa hè 1984. Vào năm 2016, Bờ Biển Ngà cũng đã giành được 1 huy chương vàng và 1 huy chương đồng môn Taekwondo. Nước này chưa từng tham gia tranh tài tại Thế vận hội Mùa đông.

## Bảng huy chương

### Huy chương tại các kỳ Thế vận hội Mùa hè
| Thế vận hội           | Số VĐV        | Vàng          | Bạc           | Đồng          | Tổng số       | Xếp thứ       |
| 1896–1960             | không tham dự | không tham dự | không tham dự | không tham dự | không tham dự | không tham dự |
| Tokyo 1964            | 9             | 0             | 0             | 0             | 0             | –             |
| Thành phố México 1968 | 10            | 0             | 0             | 0             | 0             | –             |
| München 1972          | 15            | 0             | 0             | 0             | 0             | –             |
| Montréal 1976         | 8             | 0             | 0             | 0             | 0             | –             |
| Moskva 1980           | không tham dự | không tham dự | không tham dự | không tham dự | không tham dự | không tham dự |
| Los Angeles 1984      | 15            | 0             | 1             | 0             | 1             | 33            |
| Seoul 1988            | 28            | 0             | 0             | 0             | 0             | –             |
| Barcelona 1992        | 13            | 0             | 0             | 0             | 0             | –             |
| Atlanta 1996          | 11            | 0             | 0             | 0             | 0             | –             |
| Sydney 2000           | 14            | 0             | 0             | 0             | 0             | –             |
| Athens 2004           | 5             | 0             | 0             | 0             | 0             | –             |
| Bắc Kinh 2008         | 22            | 0             | 0             | 0             | 0             | –             |
| Luân Đôn 2012         | 10            | 0             | 0             | 0             | 0             | –             |
| Rio de Janeiro 2016   | 12            | 1             | 0             | 1             | 2             | 51            |
| Tokyo 2020            | chưa diễn ra  |               |               |               |               |               |
| Tổng số               | Tổng số       | 1             | 1             | 1             | 3             | 94            |

### Huy chương theo môn
| Taekwondo | 1 | 0 | 1 | 2 | 15 |
| Điền kinh | 0 | 1 | 0 | 1 | 84 |
| Tổng số   | 1 | 1 | 1 | 3 | 94 |

## Các VĐV giành huy chương
| Huy chương | Tên VĐV             | Thế vận hội         | Môn thi đấu | Nội dung             |
| ---------- | ------------------- | ------------------- | ----------- | -------------------- |
| Bạc        | Gabriel Tiacoh      | Los Angeles 1984    | Điền kinh   | 400m (nam)           |
| Đồng       | Ruth Gbagbi         | Rio de Janeiro 2016 | Taekwondo   | Hạng cân 67 kg (nữ)  |
| Vàng       | Cheick Sallah Cisse | Rio de Janeiro 2016 | Taekwondo   | Hạng cân 80 kg (nam) |